# Bulbophyllum cleistogamum
Bulbophyllum cleistogamum är en orkidéart som beskrevs av Henry Nicholas Ridley. Bulbophyllum cleistogamum ingår i släktet Bulbophyllum och familjen orkidéer. Inga underarter finns listade i Catalogue of Life.